# 馬修學院

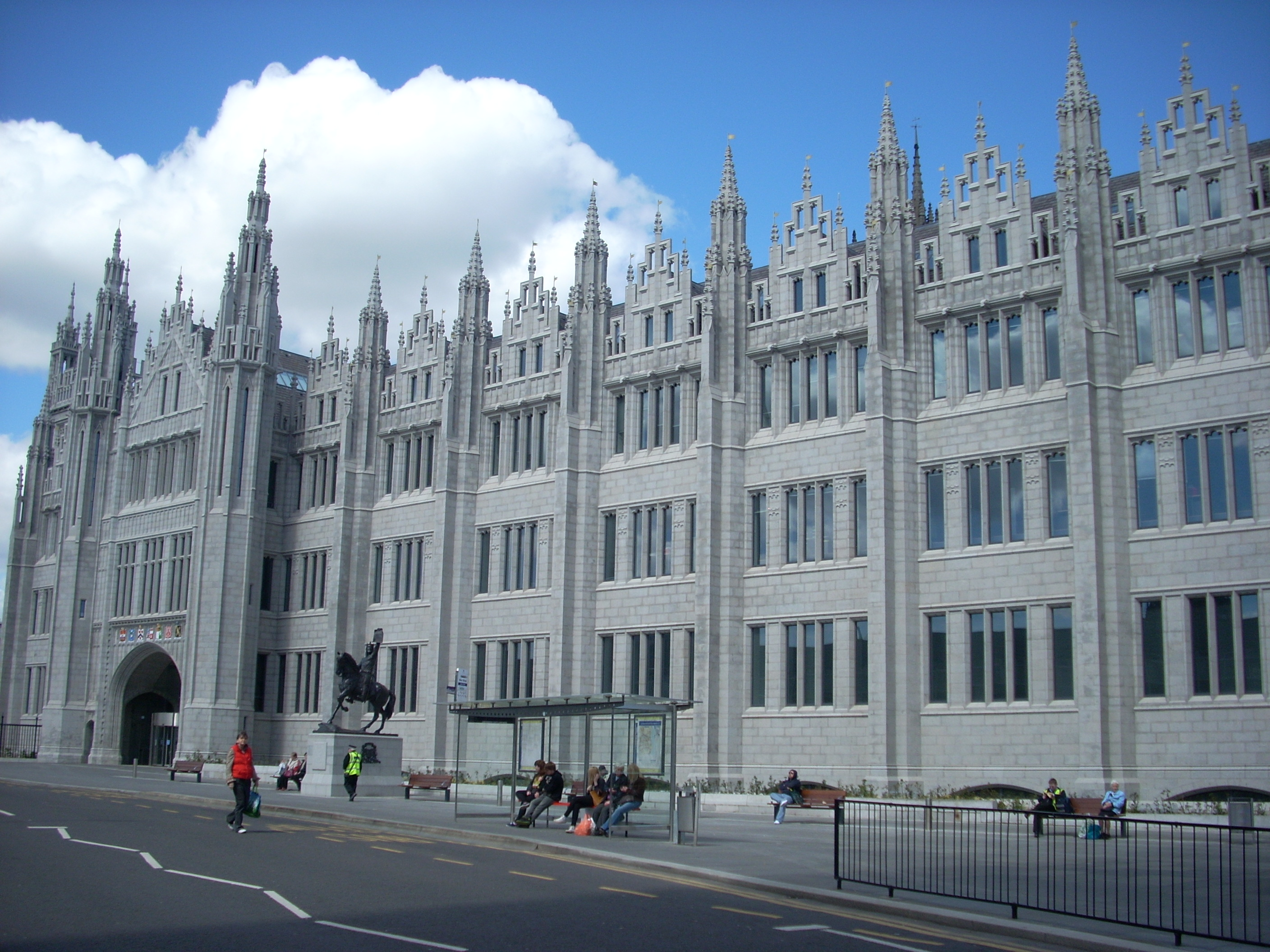
馬修學院

馬修學院（Marischal College）是位於英國蘇格蘭北部阿伯丁的一座大型花崗岩建築。自2011年開始，這座建築是阿伯丁市議會的總部。這座建築在建設之初是為阿伯丁大學而修建，並長期由阿伯丁大學租借。許多阿伯丁本地人認為馬修學院是阿伯丁「花崗岩之城」的標誌，象徵阿伯丁花崗岩加工業的巔峰。馬修學院始建於1835年，隨後經過了一次拆除，並在1900年代初期竣工了現在的建築。馬修學院是世界第二大花崗岩建築。

## 外部連結
- e-Architect coverage of Marischal College Redevelopment （页面存档备份，存于）
- The Marischal Museum
- The University of Aberdeen

57°08′58″N 2°05′47″W / 57.1495°N 2.0964°W